# Záhradky (lodospad)

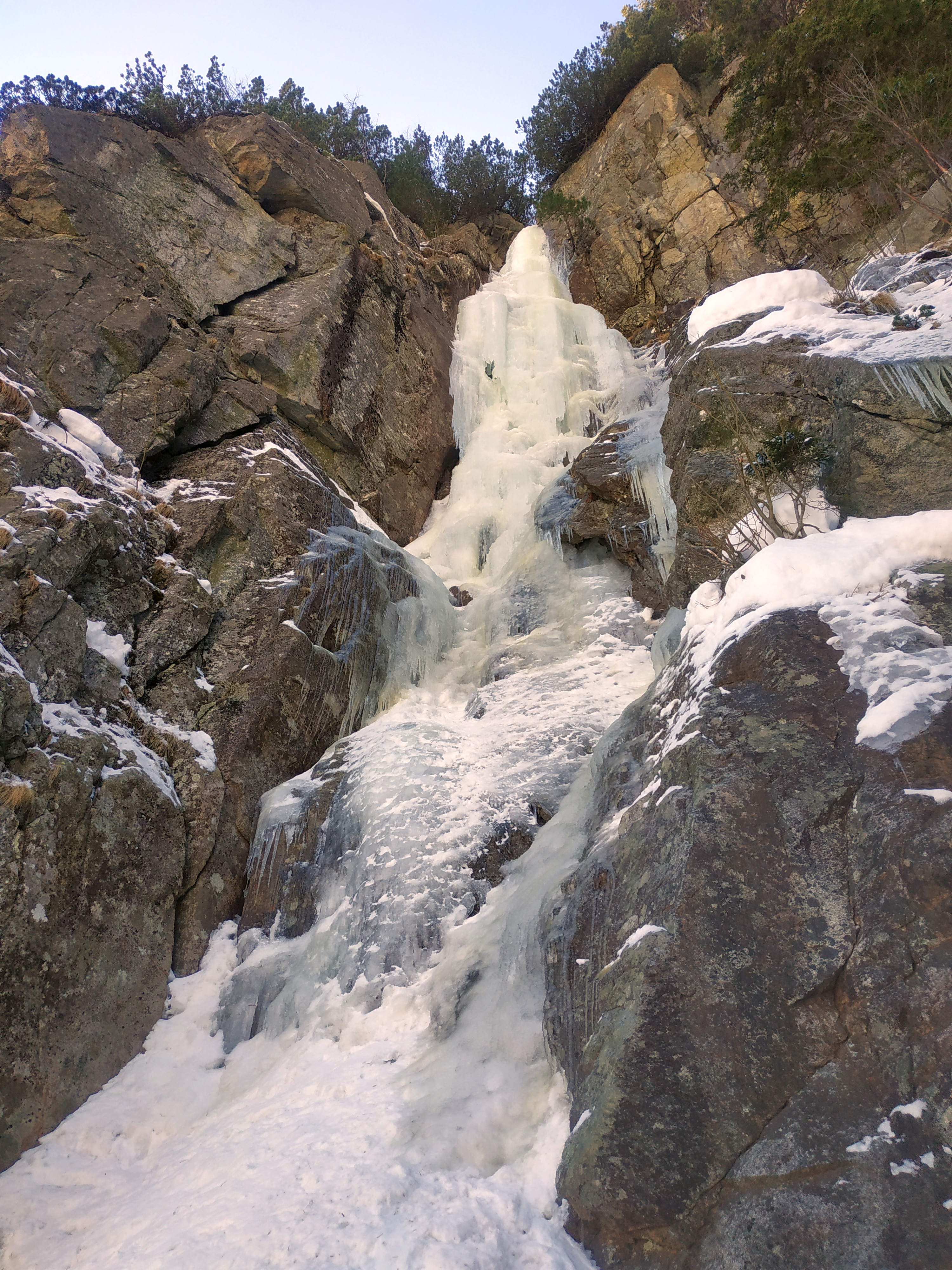

Záhradky (słow. Ľad w Záhradkach, Ľadopád Záhradky) – lodospad na Sławkowskim Grzebieniu w Dolinie Staroleśnej w słowackich Tatrach Wysokich. Ze Smokowieckiego Siodełka (Hrebenioka), na które kursuje Kolej na Smokowieckie Siodełko, dojść do niego można czerwonym szlakiem turystycznym. Po około 10 minutach od Hrebenioka ze szlaku skręca się na lewo na Sławkowski Grzebień.
Ze względu na krótkie podejście od Hrebenioka, Zahradky są popularnym obiektem wspinaczki lodowej i w sezonie może tutaj być tłok. Lodospad ma długość około 80 m i wyceniony jest na WI 5/II, ale przy dobrych warunkach i idąc najłatwiejszym terenem jego trudność wynosi WI4+ lub nawet WI4. Trudniejszy teren (WI5) jest po jego lewej stronie. Możliwe jest przejście lodospadu dwoma wyciągami, ale często wspinacze robią to trzema. Pierwszy, łatwiejszy wyciąg (IV) prowadzi do zamontowanego po prawej stronie w skałach spitu. Drugi wyciąg jest trudniejszy (V) i kończy się również na spicie i łańcuchu. Niektórzy kończą na nim wspinaczkę. Dzięki spitom możliwy jest zjazd na linie. Trzeci wyciąg kończy się stanowiskiem na kępie kosówki. Do wspinaczki wystarczą ekspresy i różnej długości śruby lodowe.

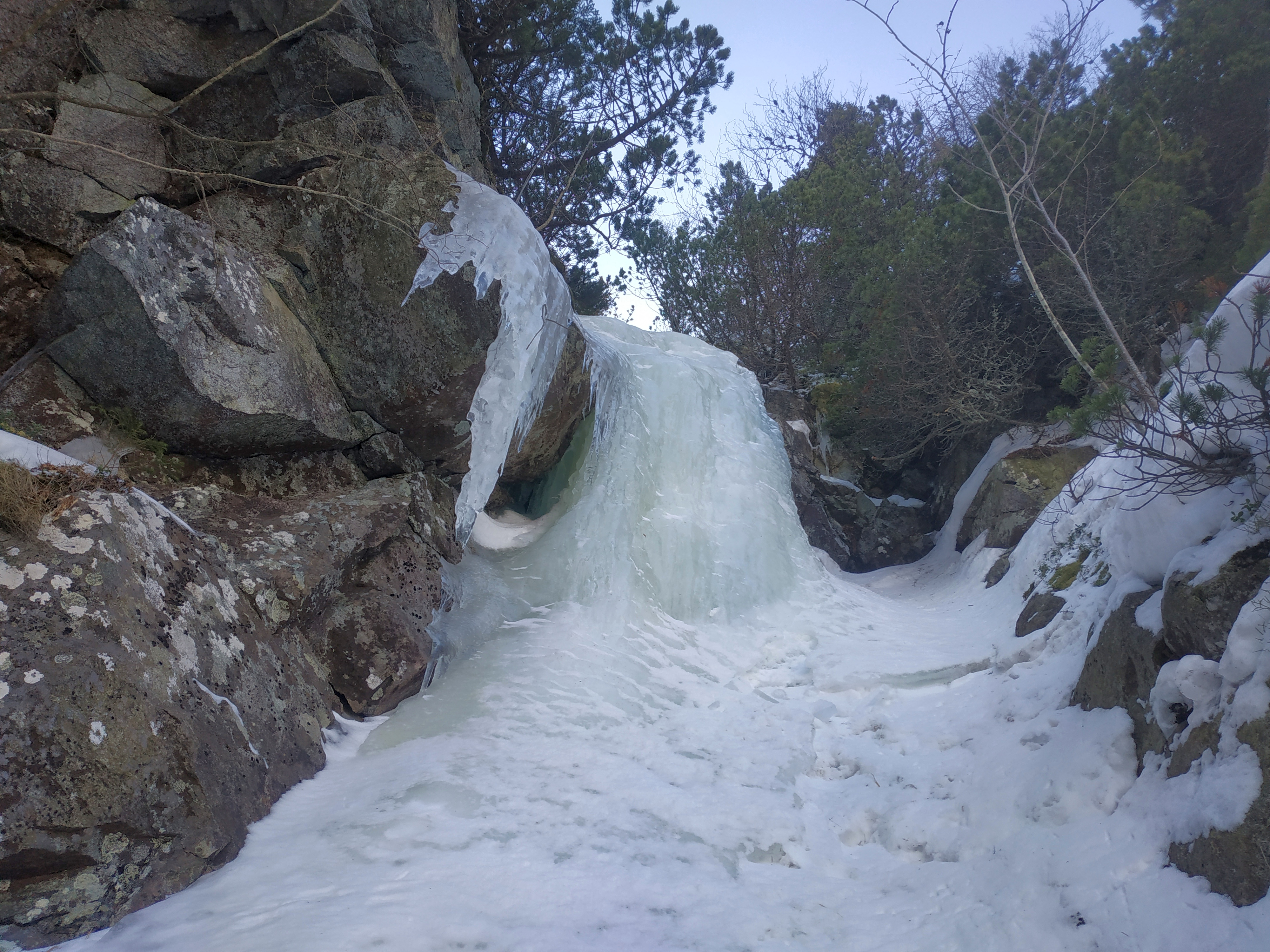
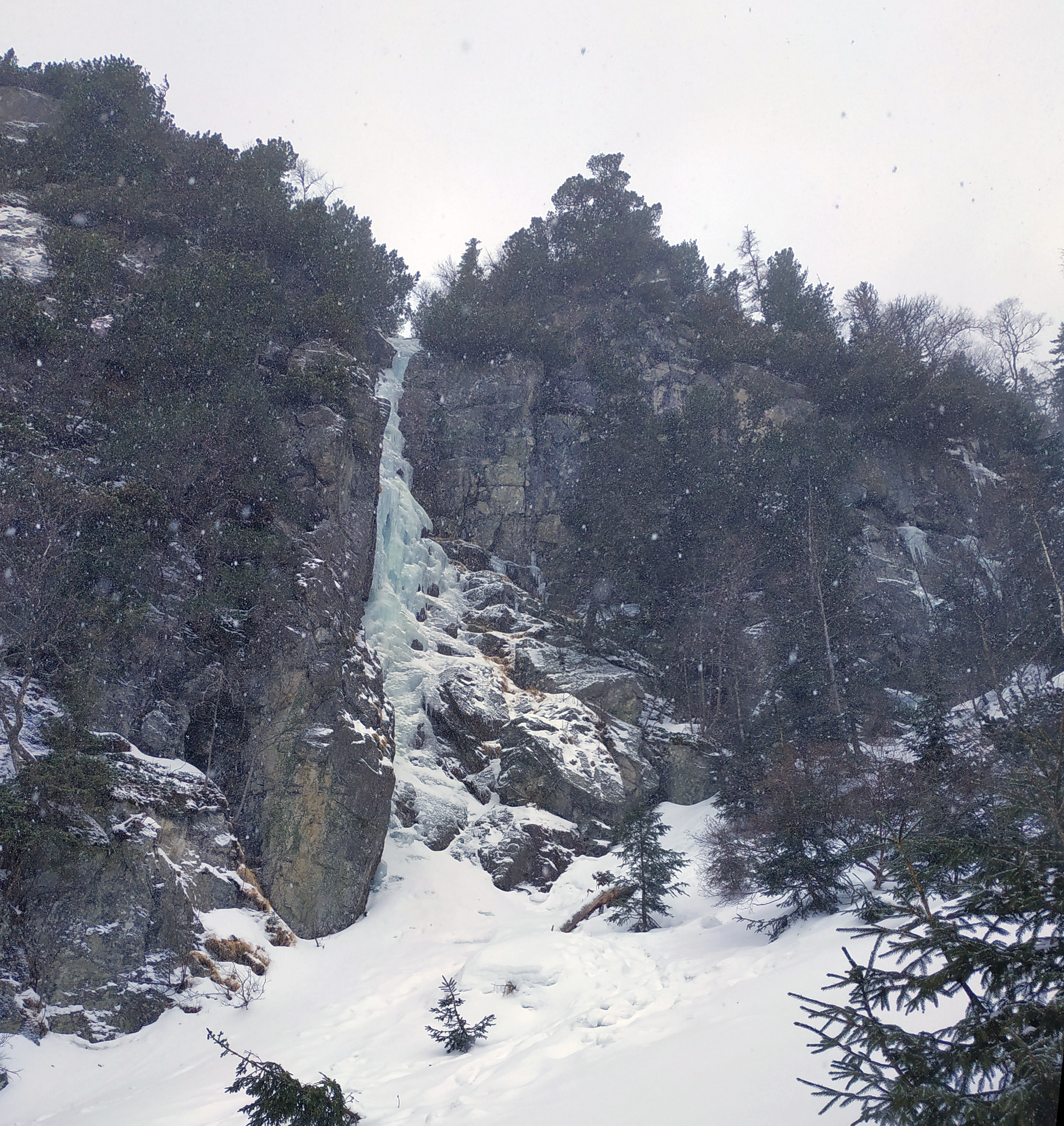
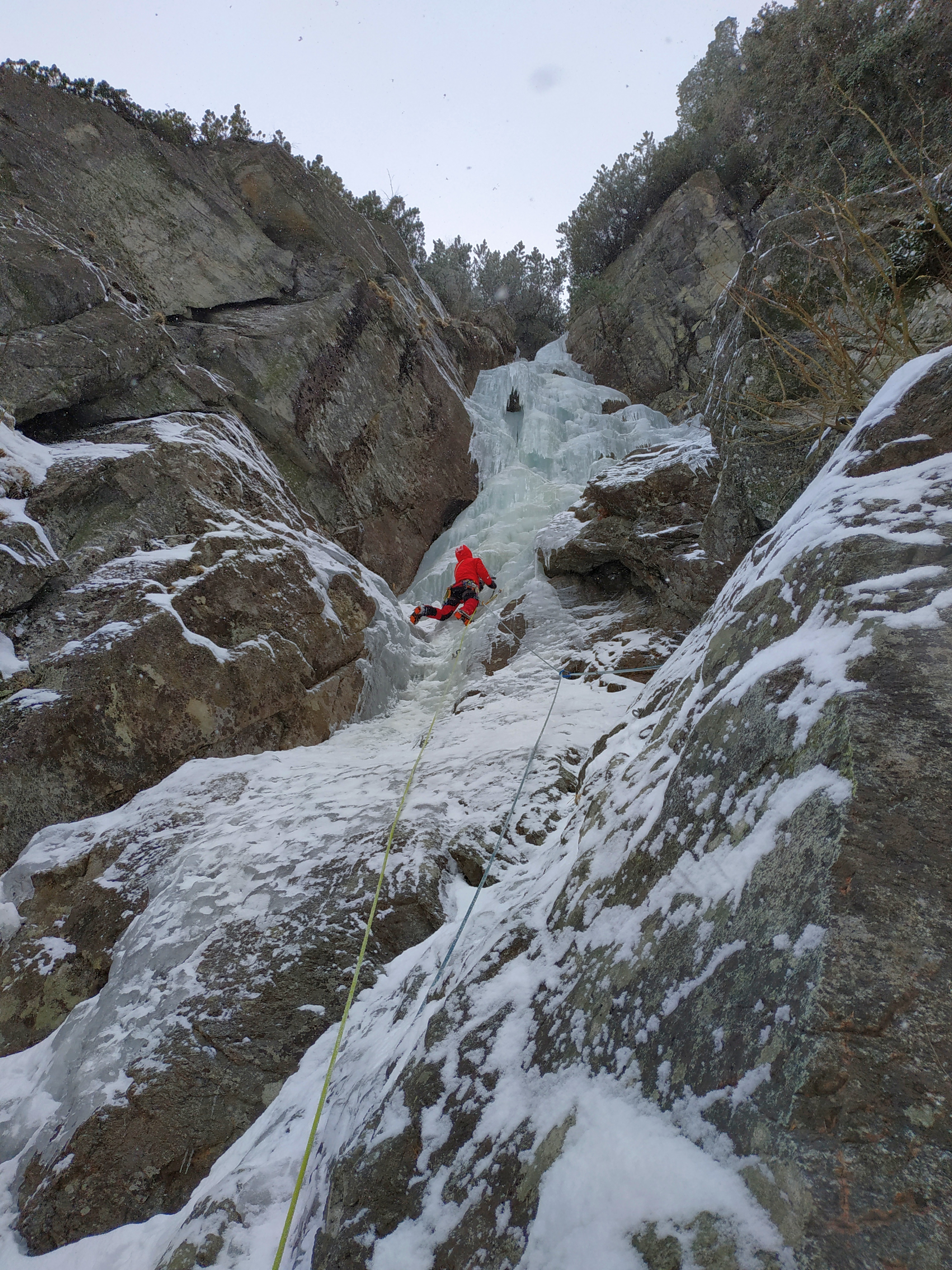
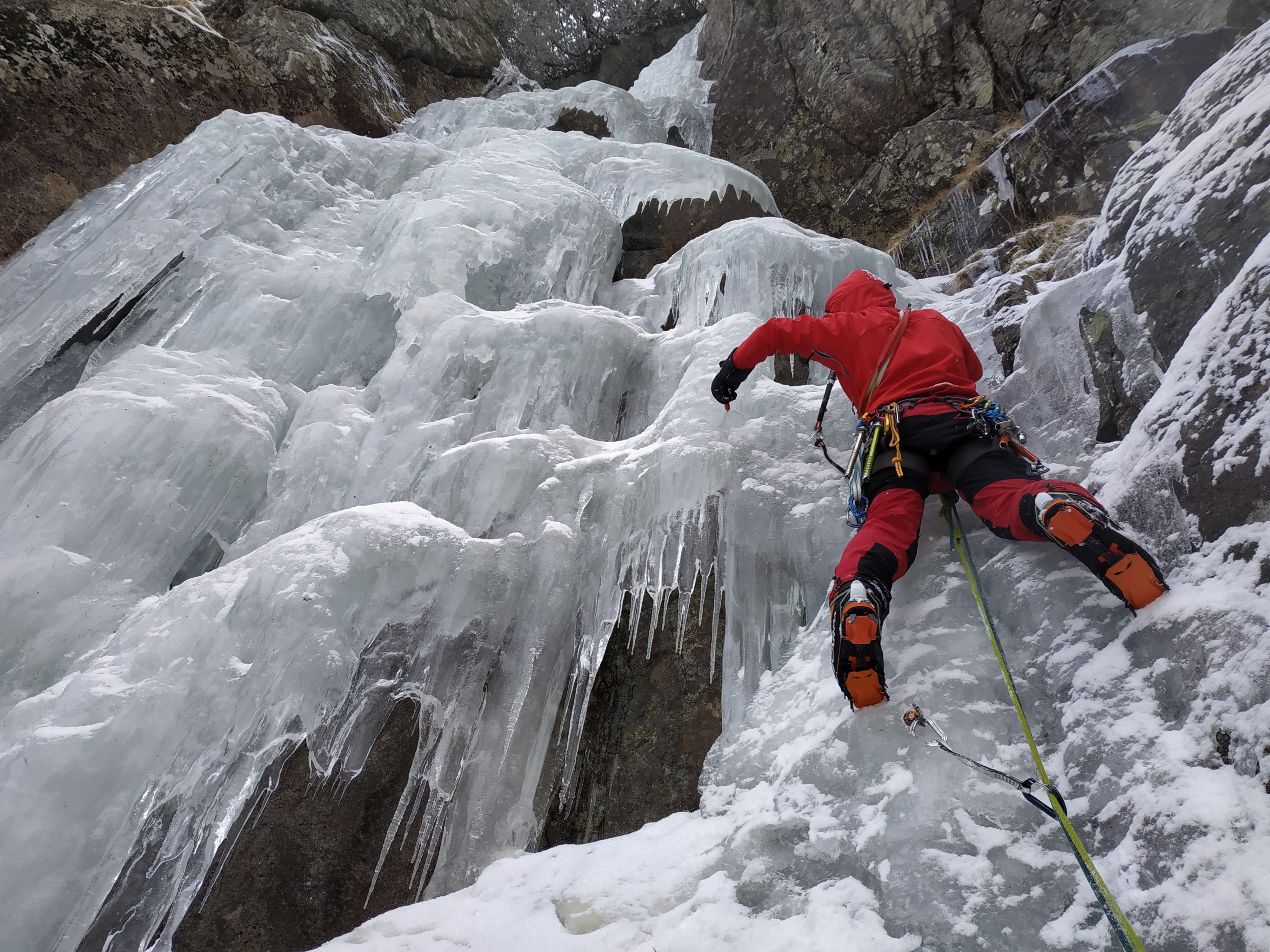
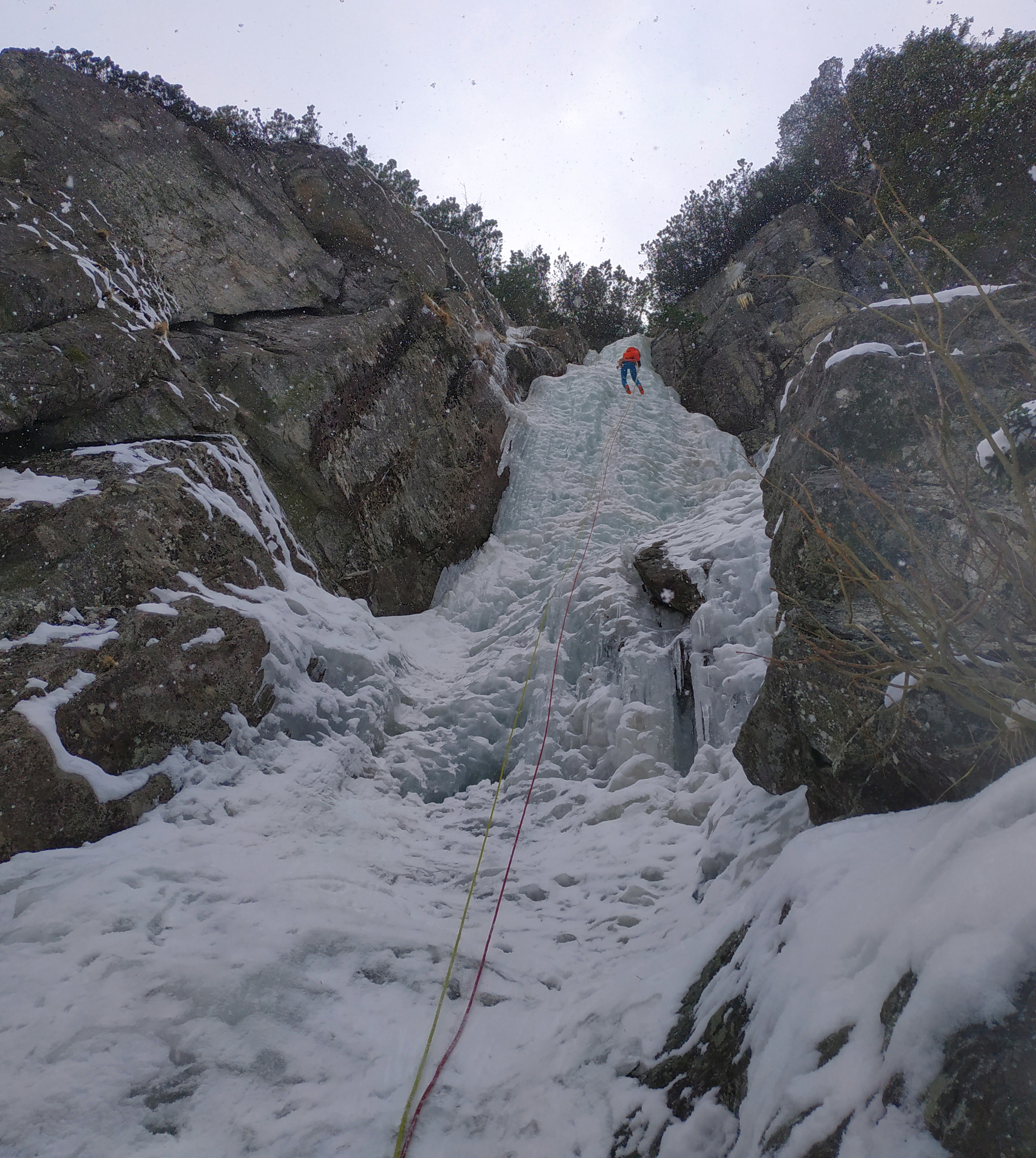
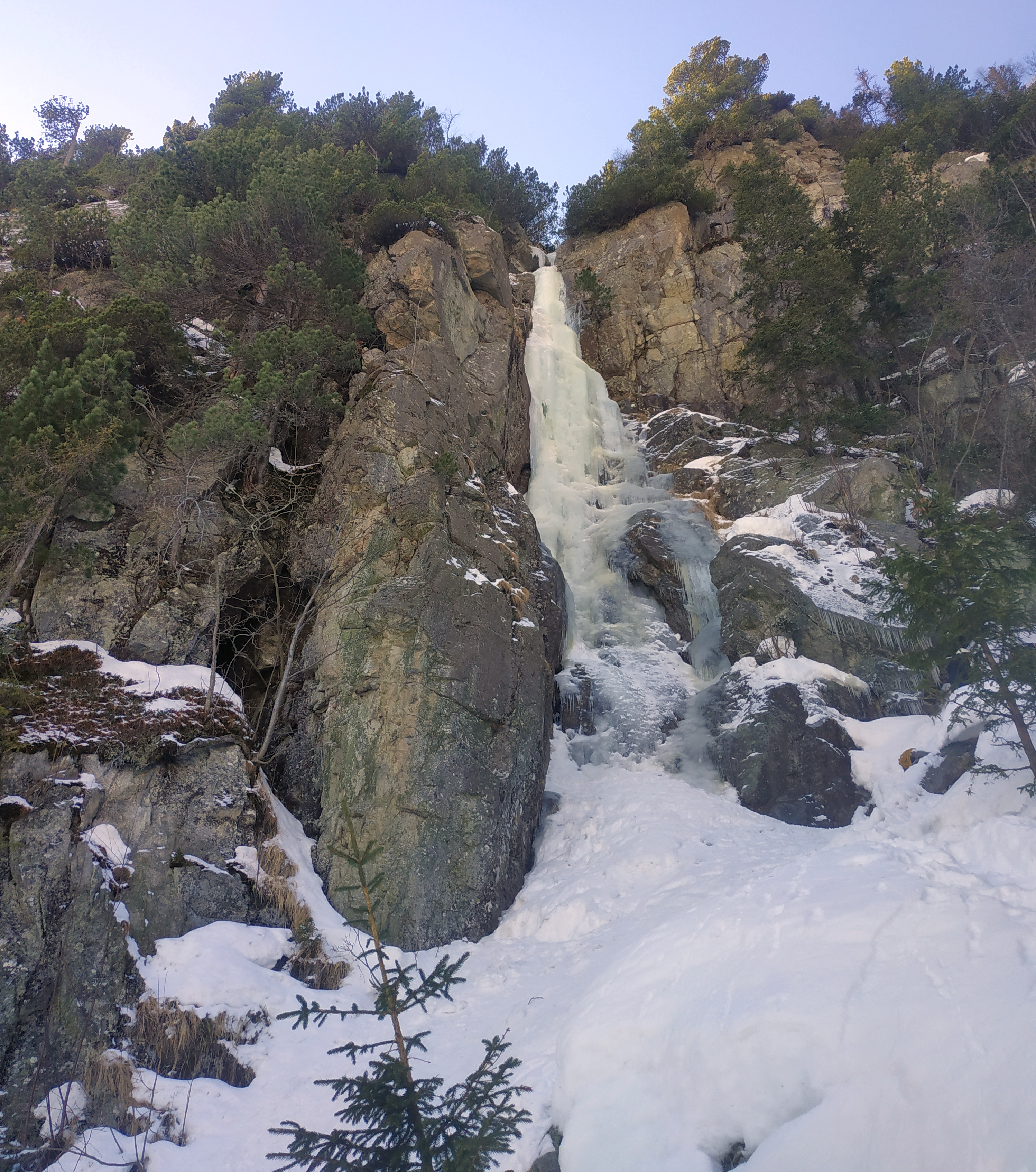

W odległości kilku minut znajduje się lodospad Prawe Záhradky, a dalej Lodospad Veverki.